# Rifugio Chiampizzulon
Il rifugio Chiampizzulon si trova in comune di Rigolato (UD), in val Degano, alle pendici delle Crete di Chiampizzulon e del monte monte Pleros.

## Storia
Il rifugio è stato costruito ex novo ad inizio anni novanta, andando ad affiancare una preesistente malga, abbandonata dagli anni cinquanta.

## Caratteristiche
È una costruzione in muratura e legno a due piani, posta su un balcone naturale al limite della vegetazione arborea. 
Dispone di 34 posti letto in camerette separate, con un totale di 3 docce e 4 bagni. 
Offre servizio alberghetto e ristorazione; il ristorante dispone di 50 coperti all'interno e 30 all'esterno con tipica cucina locale.
L'apertura va da maggio a ottobre.
Il rifugio è dotato di impianto elettrico alimentato da un gruppo elettrogeno.

## Accessi
Da Rigolato si prosegue in automobile su una comoda strada asfaltata che dalla frazione di Ludaria porta ai Piani di Vas (1.350 m s.l.m.), dove c'è un ampio parcheggio. Da lì proseguendo sulla strada sterrata o con un sentiero (segnavia CAI n° 228) si raggiunge il rifugio in circa 45 minuti.
Un altro accesso possibile è da Forni Avoltri e Cima Sappada, attraverso la malga Tuglia, in circa 2 ore.

## Ascensioni
- monte Talm (1728 m)
- monte Cimon (2422 m)
- monte Pleros (2314 m)

## Traversate
- bivacco Entralais (1572 m) (itinerario per escursionisti esperti)
- rifugio fratelli De Gasperi (1767 m) in val Pesarina
- rifugio Talm (1093 m)
- rifugio Siera (1610 m)

## Altri centri d'interesse
Il rifugio sorge in prossimità di una vecchia mulattiera militare, risalente alla prima guerra mondiale, che unisce in quota la sella di Talm alla sella di Tuglia. La mulattiera è ancora percorribile.